# Cophyla berara
Cophyla berara és una espècie de granota de la família Microhylidae que viu a Madagascar.
Està amenaçada d'extinció per la pèrdua del seu hàbitat natural.